# Lotte Schöne
placa comemorativa
Lotte Schöne foi uma soprano franco-austríaca nascida em 1891 e falecida em 1977.
Uma das proeminentes sopranos da pré-guerra foi parte da equipa de cantoras da Ópera de Viena e da Ópera de Berlim, onde cantou quase 500 representações respetivamente.
Com frequência dirigida por Franz Schalk - em Viena - e posteriormente por Bruno  Walter - em Berlim - não teve que se afastar desses dois centros culturais para obter fama.
Atuou também no Festival de Salzburgo, França, Holanda, Londres e Florença.
Seu repertório abarcou papéis de soubrette e de soprano lírica como Adele, Gilda, Pamina, Madame Butterfly, Norina, Adina, Amina e outras.
Compartilhou muitos papéis com Elisabeth Schumann e foi muito admirada como cantora pelo compositor Richard Strauss.

## Discografia de referência
- The Art of Lotte Schöne - Recordings From 1924-1931
- Lotte Schoene - Mozart, Donizetti, Massenet, Verdi